# New Scientist
New Scientist este o revistă de știință britanică, înființată în anul 1956. Din anul 1996, revista a lansat site-ul web www.NewScientist.com, care are în prezent (iulie 2008) aproximativ 2 milioane de vizitatori unici pe lună. În anul 2007, revista a avut un tiraj de aproximativ 174.029 exemplare pe lună.